# Павловка (Бобровский район)
Павловка — село в Бобровском районе Воронежской области России.
Входит в состав Семёно-Александровского сельского поселения.

## География
Близлежащие к селу города: Бутурлиновка, Нижний Мамон, Верхний Мамон.

## Население
| 2000 | 2005 | 2010 |
| ---- | ---- | ---- |
| 40   | ↘19  | ↘1   |